# Minogi (skała)

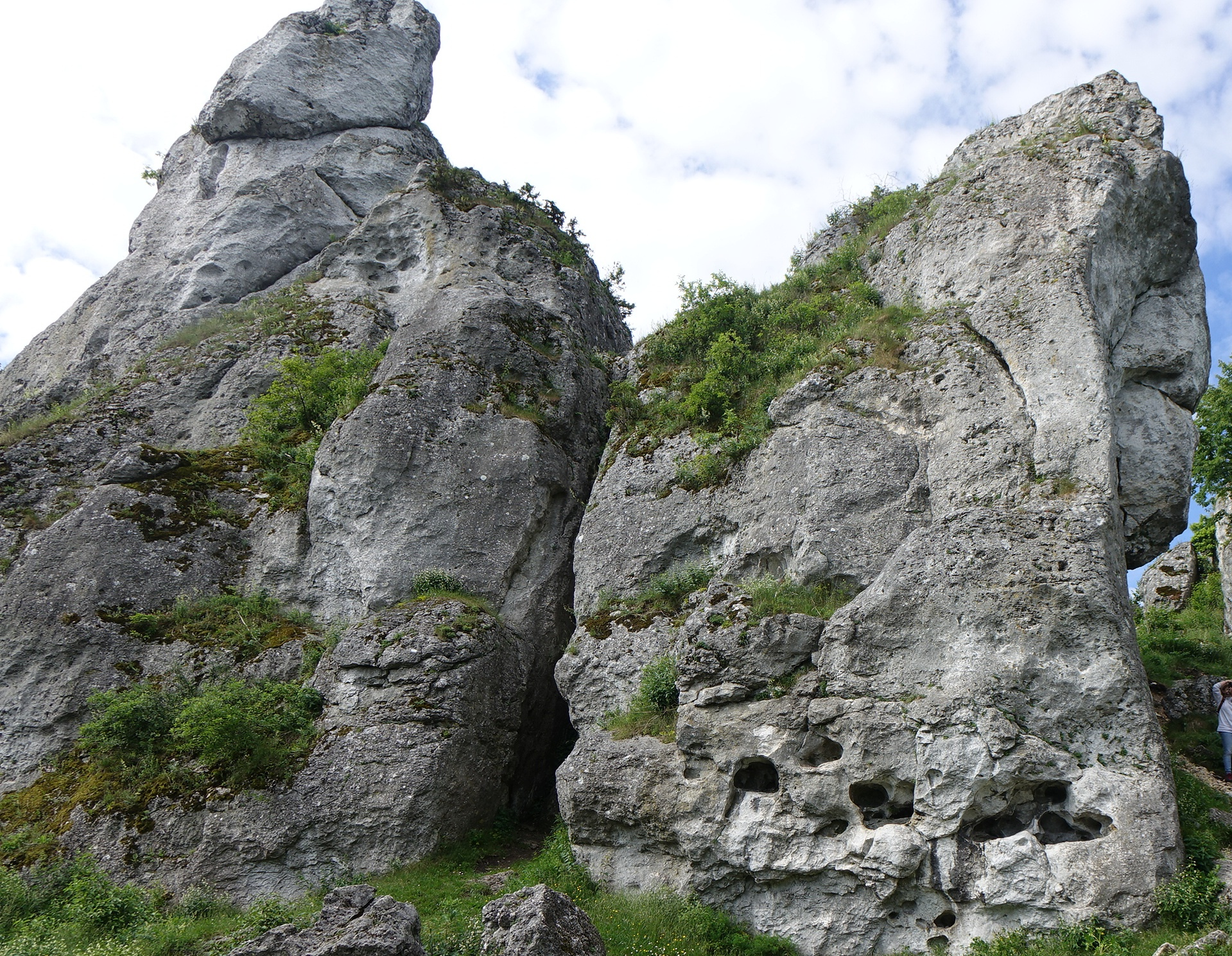
Wielbłąd i Minogi (po prawej stronie)

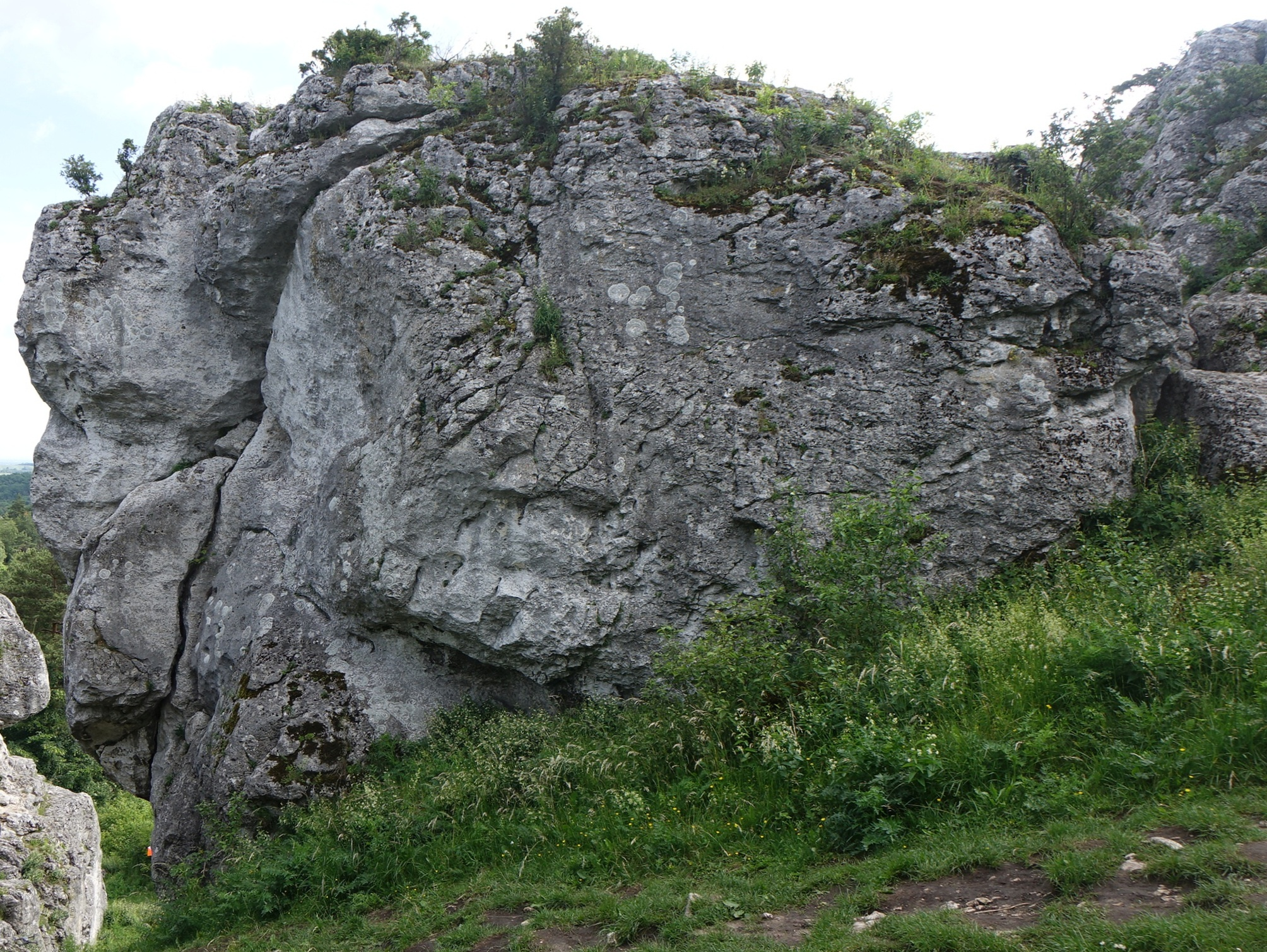
Minogi, ściana północno-zachodnia

Minogi – skała na wzniesieniu Góra Zborów w miejscowości Kroczyce w województwie śląskim, w powiecie zawierciańskim, w gminie Kroczyce. Wzniesienie to należy do tzw. Skał Kroczyckich i znajduje się w obrębie rezerwatu przyrody Góra Zborów na Wyżynie Częstochowskiej.
Minogi to wapienna skała znajdująca się na otwartym terenie w północno-wschodniej części zgrupowania skał Góry Zborów, zaraz po prawej stronie Wielbłąda. Jest od niego niższa. Na portalu wspinaczy skalnych jest opisana jako Wielbłąd, ściana wschodnia II, czasami skały Wielbłąd, Dolny Wielbłąd i Minogi opisywane są razem jako Wielbłądy.
Wielbłąd, Dolny Wielbłąd i Minogi to jedne z najbardziej rozpoznawalnych skał na Górze Zborów. Wśród wspinaczy skalnych cieszą się niewielką popularnością, ale zazwyczaj odbywają się na nich kursy wspinaczki skalnej. Kursanci uczą się tutaj zakładania asekuracji, z tego też powodu na skale brak stałych punktów asekuracyjnych. Na Minogach znajdują się drogi łatwe i średniej trudności.

## Drogi wspinaczkowe
1. Lewe Minogi; V, trad, nie wystarczą same ekspresy
2. Minogi; IV+, trad, nie wystarczą same ekspresy
3. Proste Minogi; V, trad, nie wystarczą same ekspresy
4. Krawędź filara; VI, trad, nie wystarczą same ekspresy[1].

## Piesze szlaki turystyczne
Obok Wielbłąda prowadzą 2 szlaki turystyczne.
 Szlak Orlich Gniazd: Góra Janowskiego – Podzamcze – Karlin – Żerkowice – Morsko – Góra Zborów – Zdów-Młyny – Bobolice – Mirów – Niegowa.
 Szlak Rzędkowicki: Mrzygłód – Myszków – Góra Włodowska – Rzędkowickie Skały – Góra Zborów (parking u stóp góry)